# Liste von Kirchen in Genua
Dies ist eine Liste von Kirchengebäuden in Genua.

## A
- Basilica della Santissima Annunziata del Vastato

## B
- Chiesa di San Bartolomeo della Certosa
- Basilica di Santa Maria Assunta

## C
- Oratorio di San Celso
- Monastero di Santa Chiara
- Chiesa di San Francesco di Castelletto
- Chiesa della Consolazione (auch Chiesa di Santa Rita)

## D
- Chiesa di San Donato

## F
- Convento di San Francesco
- San Francesco di Paola (Genua)

## G
- Chiesa del Gesù
- Chiesa di San Giorgio
- Commenda di San Giovanni di Pré
- Abbazia di San Giuliano

## L
- Kathedrale San Lorenzo

## M
- Santuario della Madonna del Monte
- Santuario della Madonna delle Grazie
- Santuario della Madonnetta
- Chiesa di Santa Maria Immacolata
- Basilica di Santa Maria delle Vigne
- Chiesa di Santa Maria di Castello
- Chiesa di Santa Maria Maddalena
- Chiesa di San Matteo

## N
- Chiesa di Nostra Signora del Carmine e Sant’Agnese
- Basilica di Nostra Signora Assunta
- Santuario di Nostra Signora del Gazzo
- Chiesa di Nostra Signora dell’Aiuto
- Santuario di Nostra Signora della Guardia

## S / T
- Chiesa di San Siro
- Chiesa di San Teodoro
- Basilica di Santa Maria Assunta (Genua)
- Chiesa di Santo Spirito
- Chiesa di Santo Stefano
- Parrocchia di Sturla

## V
- Chiesa di San Vincenzo